# عقرب سوطي سومطري
عقرب سوطي سومطري (الاسم العلمي: Thelyphonus sumatranus) هو نوع من العنكبوتيات يتبع جنس العقرب السوطي من الفصيلة العقارب السوطية.